# Jan Fischer
Jan Fischer (* 2. ledna 1951 Praha) je český statistik a politik, od května 2009 do července 2010 předseda tzv. úřednické vlády, později nestranický kandidát na prezidenta České republiky v přímé volbě v lednu 2013. Dlouho byl považován za favorita s jistým postupem do druhého kola, ale koncem roku 2012 začal ztrácet preference a nakonec s 16,35 % jen těsně získal třetí místo. V červenci 2013 se stal ministrem financí a místopředsedou vlády Jiřího Rusnoka, ve funkci působil do ledna 2014.
Po absolvování Vysoké školy ekonomické pracoval na Federálním statistickém úřadě, kde kvůli služebnímu postupu v roce 1980 vstoupil do Komunistické strany Československa. V 90. letech byl místopředsedou a od dubna 2003 předsedou Českého statistického úřadu. Jako premiér před koncem českého předsednictví Evropské unie (EU) v roce 2009 také předsedal Radě Evropské unie. Od září 2010 do léta 2012 působil jako viceprezident Evropské banky pro obnovu a rozvoj v Londýně, poté odešel do důchodu.

## Osobní život

### Původ
Fischerův otec Otto Fischer (1909–1975) vystudoval matematiku a pojistnou matematiku; během druhé světové války jako žid prošel ghetto Terezín, koncentrační tábor Auschwitz-Birkenau a kladskou pobočku tábora Gross-Rosen; z celé rodiny přežil holokaust pouze on a jeho matka. Poté se zabýval matematicko-statistickými aplikacemi v biologii v Matematickém ústavu Československé akademie věd (ČSAV) a vyučoval zejména analýzu rozptylu na Matematicko-fyzikální fakultě UK. Matka Věra Fischerová (1910–1990) byla také statistička, pocházela z původně katolické rodiny. Jan Fischer se sám označuje jako nehalachický žid, neboť podle ortodoxní a konzervativní judaistické tradice se židovství dědí po matce.

### Rodinný život
Roku 1975 se Fischer oženil s Ivanou Janeckou (* 1954), která pracovala jako dětská sestra. Syn Jakub Fischer (* 1978) je profesorem ekonomické statistiky a děkanem Fakulty informatiky a statistiky Vysoké školy ekonomické v Praze. Dcera Kateřina Drbohlavová (* 1980) mnoho let pracovala ve vzdělávací společnosti Scio. V roce 2009 byla na mateřské dovolené.
Roku 1987 se Jan Fischer rozvedl a dne 30. ledna 1988 uzavřel sňatek s Danielou roz. Ulrichovou (rovněž rozvedenou, nar. 1948), která původně pracovala jako jeho asistentka. Mají spolu syna Jana (* 1989).
Fischer se označuje za věřícího s tím, že jej „oslovil judaismus“. K zájmu o toto náboženství ho přivedl syn Jan mladší na konci 20. století.
Fischer ovládá perfektně angličtinu, podle časopisu Respekt patřil v roce 2009 v české vrcholné politice k nejlepším angličtinářům.) Dále hovoří rusky, německy a francouzsky.

### Postoj k členství v KSČ
Po své nominaci na premiéra zveřejnil, že byl v letech 1980 až 1989 členem Komunistické strany Československa. Následně řekl „Já jsem se s tím nikdy netajil ve svých životopisech,“ v jeho životopise na webu ČSÚ i v médiích při jeho jmenování v roce 2003 to však uvedeno nebylo; stejně tak to neuvedl ve svém hesle v publikaci Kdo je kdo v České republice na přelomu 20. století (1998). V prezidentské kampani upřesnil, že z KSČ vystoupil v lednu 1990. V březnu 2012 řekl, že odmítl vstup do KSČ v roce 1974, kdy to byla „podmínka, abych jako jeden z nejlepších absolventů mohl zůstat na VŠE a věnovat se akademické práci“ a podruhé v zaměstnání roku 1978; přijal až třetí výzvu „s jistotou, že pokud odmítnu, nebudu moci dělat vědeckou aspiranturu a z ústavu budu nucen odejít nebo mě přeřadí na jinou práci“.

## Statistika
Jan Fischer vystudoval matematické gymnázium Wilhelma Piecka a po něm r. 1974 obor statistika a ekonometrie na Národohospodářské fakultě VŠE. Nastoupil do Výzkumného ústavu sociálně ekonomických informací, součásti Federálního statistického úřadu; od roku 1982 byl odborným referentem FSÚ. Roku 1985 uzavřel postgraduální studium titulem kandidát věd v oboru ekonomická statistika prací Statistické jednotky a soubory jako nástroj integrace statistického informačního systému a stal se ředitelem odboru.
V roce 1990 byl jmenován náměstkem předsedy úřadu a po zániku Československa a FSÚ přešel na Český statistický úřad, kde se po krátkém období ve funkci vrchního ředitele stal místopředsedou. Od začátku 90. let vedl tým, který zpracovával výsledky voleb, a často tak vystupoval v televizních volebních studiích i jinde, neboť předseda ČSÚ Edvard Outrata ho pověřil vystupováním v médiích. Do jeho působnosti patřil i kontakt se statistickým úřadem EU Eurostatem a většina ekonomických statistik.
Po Outratově odchodu v létě 1999 byl Fischer jako 1. místopředseda ČSÚ předním kandidátem na jeho nástupce, vláda Miloše Zemana však jmenovala Marii Bohatou, která do té doby v úřadu nepracovala. Ta Fischera v září 2000 odvolala, což zdůvodnila „nedostatky v manažerské práci“ a přípravě sčítání lidu 2001; spekulovalo se však, že šlo o odlišné názory na způsob řízení úřadu.
Fischer se stal ředitelem oddělení produkce společnosti pro průzkum trhu Taylor Nelson Sofres Factum. Na jaře 2001 se účastnil mise Mezinárodního měnového fondu zkoumající možnost vybudování statistické služby na Východním Timoru. Od března 2002 byl vedoucím výzkumných pracovišť na Fakultě informatiky a statistiky VŠE.
Bohatá byla na konci ledna 2003 nucena rezignovat[zdroj?] kvůli chybě v obchodní bilanci za rok 2002 a vláda Vladimíra Špidly ji chtěla nahradit Fischerem; jelikož však republika byla bez prezidenta, který předsedu ČSÚ jmenuje, byl Fischer jmenován až po nástupu Václava Klause do funkce, 24. dubna 2003 s platností od následujícího dne.
Ve Fischerově funkčním období Nejvyšší kontrolní úřad kritizoval ČSÚ za přidělení zakázek na úklid, ostrahu a stěhování do nové budovy na Skalce ve výši 46 miliónů Kč bez výběrového řízení poté, co jeho staré sídlo na Invalidovně vytopila povodeň v srpnu 2002.
Fischerova vláda na svém posledním řádném zasedání před demisí, už po volbách, 21. června 2010 jednohlasně přijala Fischerův dodatečně na program doplněný návrh jmenovat novou předsedkyní ČSÚ docentku Univerzity Jana Evangelisty Purkyně v Ústí nad Labem Ivu Ritschelovou (a formálně Fischera odvolat); zároveň byl Václav Bartuška jmenován zmocněncem pro rozšíření JE Temelín. 27. července 2010 pak prezident Klaus Ritschelovou jmenoval s účinností od 1. září a odvolal Fischera k 31. červenci.
Jan Fischer byl členem mj. Mezinárodního statistického institutu (ISI), vědecké rady a správní rady VŠE a vědecké rady Univerzity Jana Evangelisty Purkyně v Ústí nad Labem a stále je člen České statistické společnosti.

## Předseda vlády

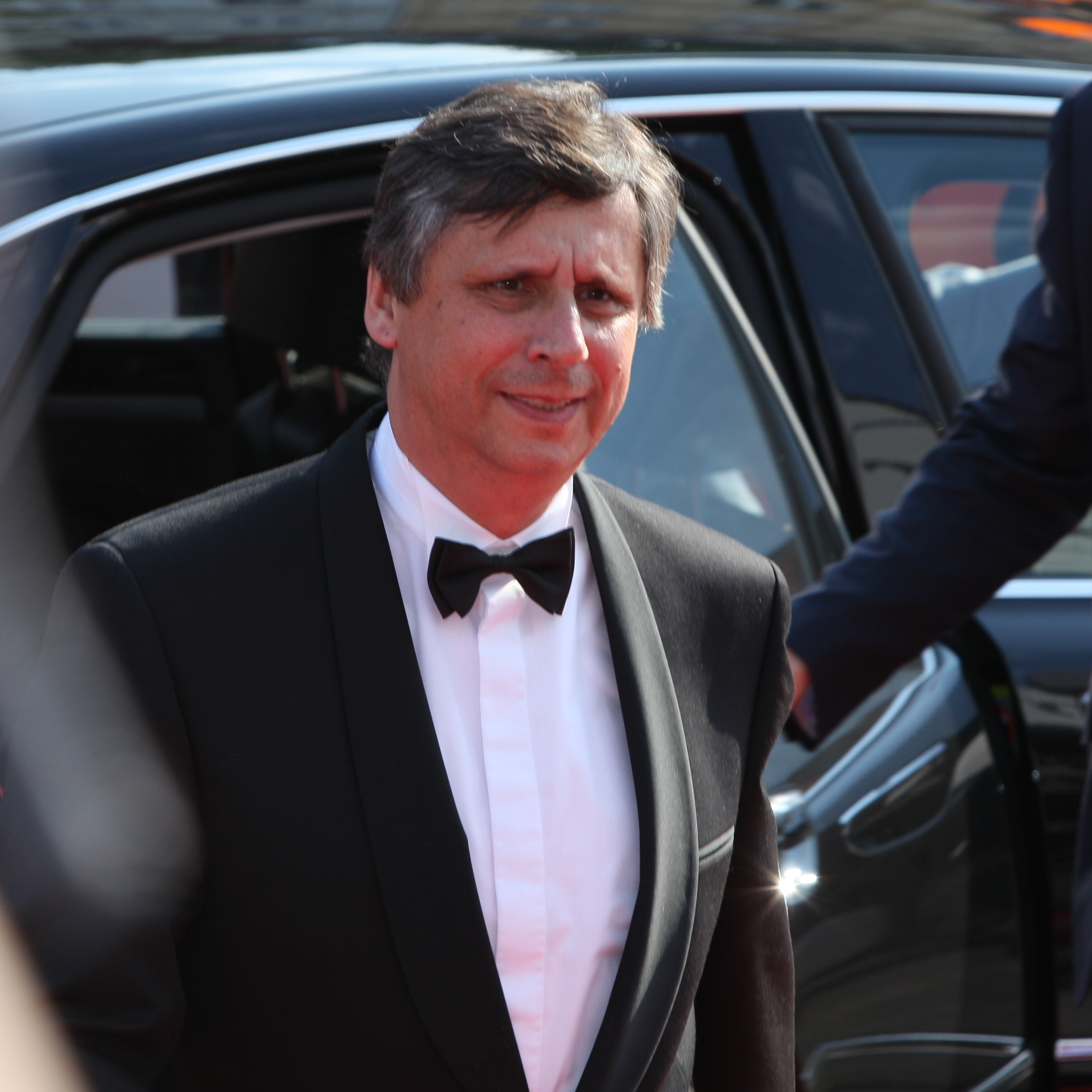
Fischer vystupující z limuzíny na MFF KV, červenec 2009

Po vyjádření nedůvěry vládě Mirka Topolánka Poslaneckou sněmovnou v úterý 24. března 2009 a jednání koalice s ČSSD se strany následující týden dohodly na vzniku dočasné úřednické vlády. Po jednání o podrobnostech zveřejnily večer v neděli 5. dubna dohodu, že prezidentu republiky navrhnou Fischera jako premiéra „překlenovací vlády složené z nestranických odborníků“ a její jmenování 9. května (po klíčovém summitu EU o Východním partnerství s postsovětskými zeměmi), přičemž koalice mu doporučí 8 ministrů a ČSSD 7. Zároveň přijmou ústavní zákon, podle nějž se předčasné volby do Poslanecké sněmovny budou konat do poloviny října (tj. v pátek a sobotu 9.–10. října).
Po volbách za půl roku se Fischer chtěl vrátit na ČSÚ, čímž podmínil své jmenování podobně jako guvernér ČNB Josef Tošovský po pádu Klausovy vlády. Jelikož funkce předsedy ČSÚ jako jiného ústředního orgánu státní správy není slučitelná s členstvím ve vládě, řízením ČSÚ byl mezitím podle očekávání pověřen první ze dvou místopředsedů Jiří Křovák. Fischer nebyl mezi tipy na premiéra, které se během jednání objevily v médiích. Uvedl, že křeslo mu nabídl premiér Mirek Topolánek v pátek 3. dubna, když byl služebně v Irsku. Topolánek řekl, že Fischera navrhl jeden z jeho „kolegů z koalice“ (kdo konkrétně, neuvedl, ale řada ministrů u jednání nebyla a Strana zelených se rychle distancovala), a vyzdvihl jeho schopnosti:
Nebyl to můj nápad, ale já jsem ho okamžitě adoptoval, přivlastnil si ho, protože to trochu byla moje slepota. Opravdu, Jan Fischer na schůzích vlády tři roky sedí jako předseda Českého statistického úřadu. Účastní se normálně rozpravy, pokud je potřeba. Zná celou agendu vlády. Působí v řadě evropských i světových institucí, tedy nemá problém pohybovat se v tomto prostředí.
Prezident Václav Klaus jeho výběr komentoval:
Jak padala nejrůznější jména, tak mě toto jméno nenapadlo. Opravdu jsem se to dozvěděl včera večer. Inženýra Fischera znám, myslím, že jsme se při nějakých statistických debatách a konferencích setkávali už někdy v osmdesátých letech. (…) myslím, že má chalupu někde nedaleko od nás. Potkávali jsme se tam v jedné milé hospůdce v Bystřici u Benešova, když jsme tam všichni jeli v sobotu na chalupy. Myslím, že to je uvážlivý člověk, který nebyl nikdy nijak politicky radikálně orientován na jednu či druhou stranu.
Fischer na dotazy o tom reagoval:
Chaty máme poměrně daleko od sebe. V Bystřici u Benešova je opravdu jedna malá hospůdka, kterou máme oba dva rádi, takže jsme se tam potkávali (…) náhodou. Pohovořili jsme spolu a rozešli jsme se. (…) Já dělal statistiky, on v bance, známe se z mnoha odborných konferencí. Oba jsme měli blízko k výzkumu, vědě, pedagogice a takové činnosti. To je vše. Dlouho jsme se nepotkali.
Grémia malých stran v pondělí 6. dubna dohodu odmítla, Topolánek ale začal sbírat podpisy poslanců ODS a ČSSD slibujících dát Fischerově vládě důvěru. Ve středu 8. dubna před čtvrtou odpolední Klaus oznámil, že nazítří jmenuje Fischera premiérem; v 16.30 Fischer oznámil, že se dopoledne setkal s Topolánkem a Paroubkem a ti ho informovali o podpoře pro vládu stvrzené i Kanceláří prezidenta republiky, on ji přijal a dohodli se zahájit jednání o složení vlády po Velikonocích, tj. v úterý 14. dubna.
Prezident Klaus ve čtvrtek 9. dubna 2009 ve 14.00 hod. jmenoval Fischera předsedou vlády České republiky a pověřil ho sestavením nové vlády. Země tak měla dva premiéry zároveň, což ústava České republiky výslovně neupravuje, ale stejně se postupovalo už v předchozích vládních krizích. Ve čtvrtek 9. dubna odpoledne se v médiích objevila jména většiny doporučených ministrů. V úterý 14. dubna jednal s Topolánkem, o den později s Jiřím Paroubkem, poté s kandidáty na ministry a s končícími ministry. Do jmenování vlády 8. května měl Fischer kancelář v Hrzánském paláci na Hradčanech.

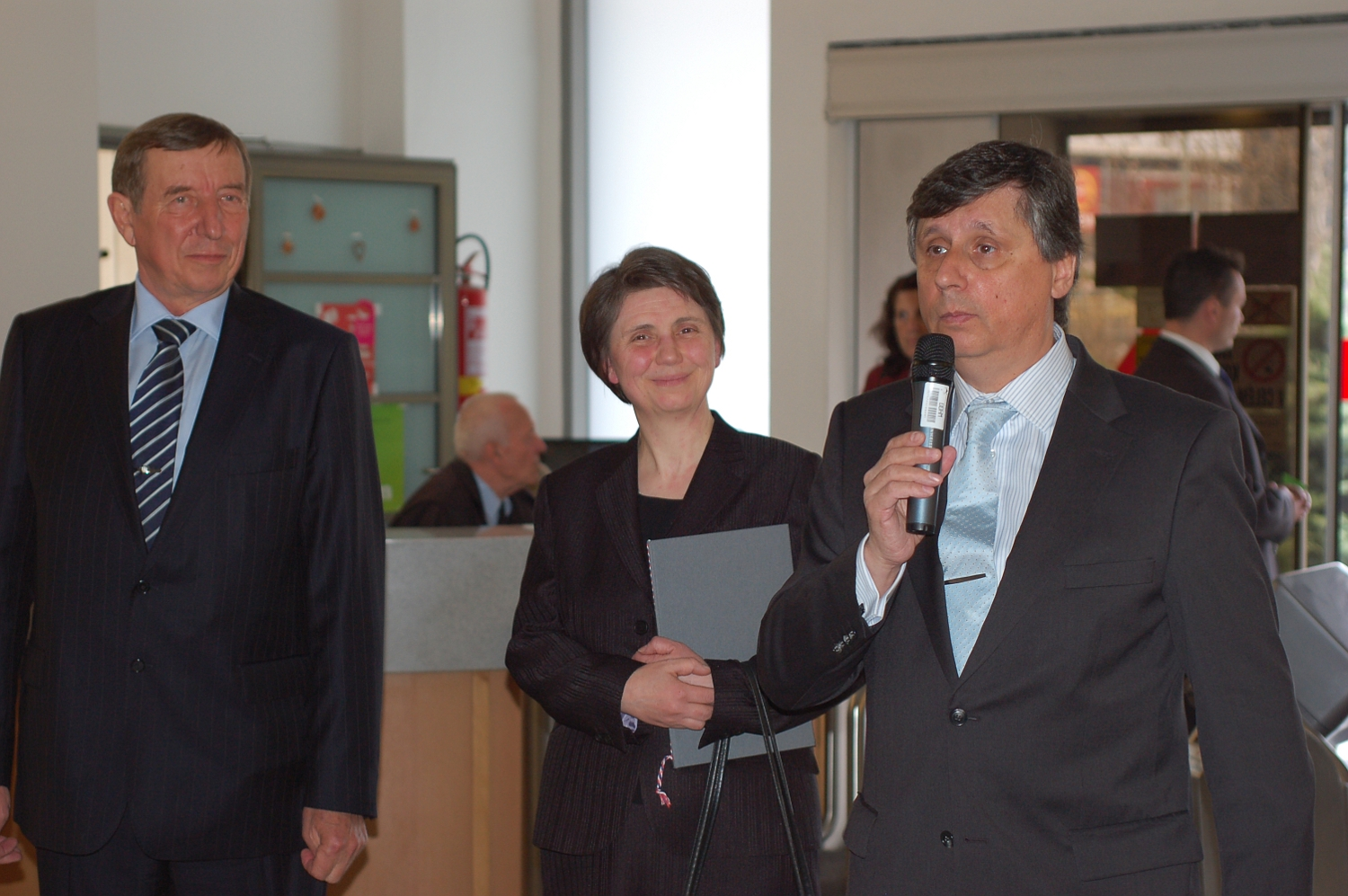
Fischer s ministry Bízkovou a Šebestou, duben 2010

Fischerovo členství v KSČ bylo přijato skoro bez kritiky. Ostře jej napadly Lidové noviny, podle jejichž průzkumu Fischerovo členství nevadilo 63 % veřejnosti.
V červenci 2009 navštívil Izrael. Návštěva se týkala především vzájemné ekonomické spolupráce obou zemí a Fischer se vyhnul tématům, jako jsou izraelsko-palestinský konflikt nebo výstavba dalších izraelských osad.
Podle Respektu byl Fischer na konci roku 2009 u veřejnosti velmi populární, snad jako žádný jiný český premiér. Vysvětloval to jeho civilním a slušným projevem, s čímž souhlasil i Daniel Kunštát z Centra pro výzkum veřejného mínění.

### Obvinění z vazeb na uhelnou lobby
Vicepremiér padlé Topolánkovy vlády Martin Bursík (Strana zelených) v únoru 2010 při sporech o novelu horního zákona obvinil Fischera z podlehnutí uhelné lobby s náznaky korupce a poukázal na vazby mezi uhelnou společností Czech Coal a Fischerovým poradcem Vladimírem Mlynářem a mezi Fischerem a předsedou dozorčí rady Czech Coal Janem Dobrovským.

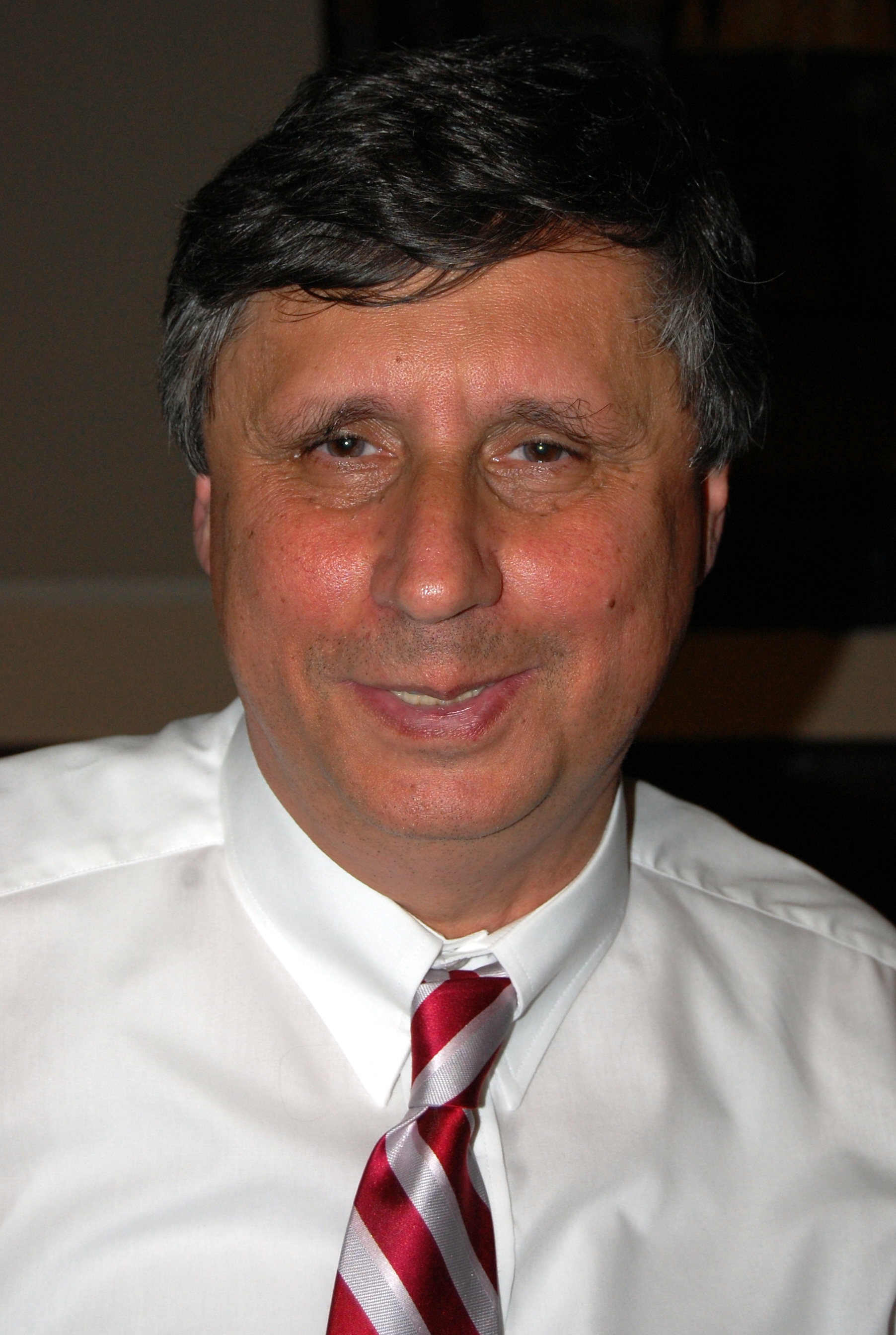
Fischer v květnu 2010 na diskusním večeru Pražské židovské obce

### Kritika pro slabost
Mirek Topolánek začal Fischera brzo kritizovat, zejména po zrušení předčasných voleb a prodloužení mandátu úřednické vlády. I proslulý výrok, který v březnu 2010 vedl k jeho rezignaci, vytýkal Fischerovi osobní nedostatek razance: „Gusta Slamečka, když jde opravdu do tuhého, tak jako ministr, mám pocit, že uhne, jo. A to ten Fischer prostě je Žid, není to gay a ten uhne ještě dřív, jo. To znamená, to prostě nesouvisí s tím, že je gay, to souvisí s jeho charakterem.“ Fischer uznával, že Topolánek „mluvil dost nesouvisle“, ale vyložil si výrok tak, že o Slamečkovi (jehož po půl roce pochválil coby „skvělého ministra dopravy, nejlepšího (…) v posledním dvacetiletí […] uměl se o svoji dopravu porvat a stál pevně na svém, což mám rád […] byl v takových chvílích připraven krvácet“) Topolánek řekl „aspoň, že Gustav neuhýbá proto, že je gay. Zatímco já uhnu, neboť jsem Žid!“ a je to tedy antisemitská a rasistická urážka, která ho dohnala ke křiku. Topolánkovu omluvu po SMS i v médiích nepřijal. Fischerův syn Jan následně na protest vystoupil z ODS, kde byl členem hned od 18 let, poté, co Topolánek kritiku ještě rozvedl:
Jeho nominace byla v danou chvíli logická, výsledek tragický. Já jsem byl zvyklý jako premiér bojovat za své ministry. Jestli něco vyčítám Janu Fischerovi, protože ho jinak mám rád a první čtyři měsíce naprosto splnil to, co se od něj očekávalo, tak to je to, že když měl možnost dělat razantní exekutivní opatření, tak je neudělal. Měl se postavit stávce… on se ale vyhnul negativu, konzumoval pozitiva. Vyčítám mu, že zvolil jednodušší cestu, která mu přináší krátkodobou popularitu. Psali jsme si esemesky, myslím že se urazil kvůli tomu, že jsem řekl, že je slabý premiér. A na tom trvám.

#### Pozdní zastavení boomu solárních elektráren
V říjnu 2012 Topolánek řekl: „Dodnes lituji spousty kompromisů a chyb, včetně personálních. Vlastimil Tlustý, Jan Fischer a druhé zvolení Václava Klause prezidentem. (…) Premiér z nouze – král populistů. Nikoho z ministrů nepodržel, nic neprosadil, k ničemu kontroverznímu se nehlásil a budoval si jen vlastní publicitu. Mohl dělat něco třeba s fotovoltaikou, kvůli níž nyní prudce stoupají ceny elektřiny. Tehdy proběhlo jednání, kde jsem byl já, Paroubek, Roman. Přinesli jsme Fischerovi čísla, oněch 200 miliard dodatečných nákladů. Bylo potřeba prosadit změnu zákona ve Sněmovně přes zájmy členů ODS a ČSSD. Slíbili jsme mu s Paroubkem, že mu pomůžeme. Neudělal nic. Nechtěl si s zadat s námi, bez kterých by nebyl nic. A sám neměl odvahu do souboje jít.“
Fischer vinu odmítl: „Novela však byla přijata v Parlamentu se zpožděním, které bylo primárně zaviněno tím, že se některé politické strany odmítaly vládní předlohou zabývat. K zavedení ještě razantnějších opatření chyběla vůle ze strany poslanců a senátorů a vedení jejich stran.“
Podobně Fischerovu vládu kritizoval Martin Bursík a těsně před volbou prezidenta na Fischera zaútočil i Miloš Zeman: „Kvůli tomu, jak si počínala jeho vláda […] každá rodina zaplatí ročně za elektřinu o tři tisíce více“. Fischer reagoval tiskovou zprávou, že Zeman lže.

## Kandidát na prezidenta
Ačkoliv Fischer před koncem funkčního období své vlády prohlásil, že „v politice zalíbení nenašel“, v listopadu však vydal knihu Ano, pane premiére aneb Rozhašená země, končící náznaky, že by byl ochoten přijmout funkce, které mu budou nabídnuty: „Takže si občas vzpomeňte na Honzu Fischera. Možná se do české politiky ještě někdy vrátí.“ V únoru 2011 oznámil, že když bude zavedena přímá volba prezidenta České republiky, bude kandidovat.
Dle různých průzkumů a anket konaných ve druhé polovině roku 2011 měl Fischer značnou podporu veřejnosti pro kandidaturu na prezidenta. Dle průzkumu agentury SC & C pro Českou televizi by dostal 27 % hlasů. Rovněž dle prosincové ankety serveru Týden.cz by získal nejvíce hlasů – 26 %.

### Kampaň
Po schválení přímé volby prezidenta Senátem v únoru 2012 Fischer potvrdil úmysl jít do voleb v lednu 2013 jako „nezávislý a nestranický kandidát“.
Oficiální předvolební kampaň zahájil 9. července 2012, kdy začal sbírat podpisy občanů potřebné pro kandidaturu a oznámil, že během prázdnin opustí funkci viceprezidenta Evropské banky pro obnovu a rozvoj (EBRD). Již v červenci 2012 si vzal neplacené volno a 8. listopadu zaslal prezidentovi EBRD rezignační dopis.

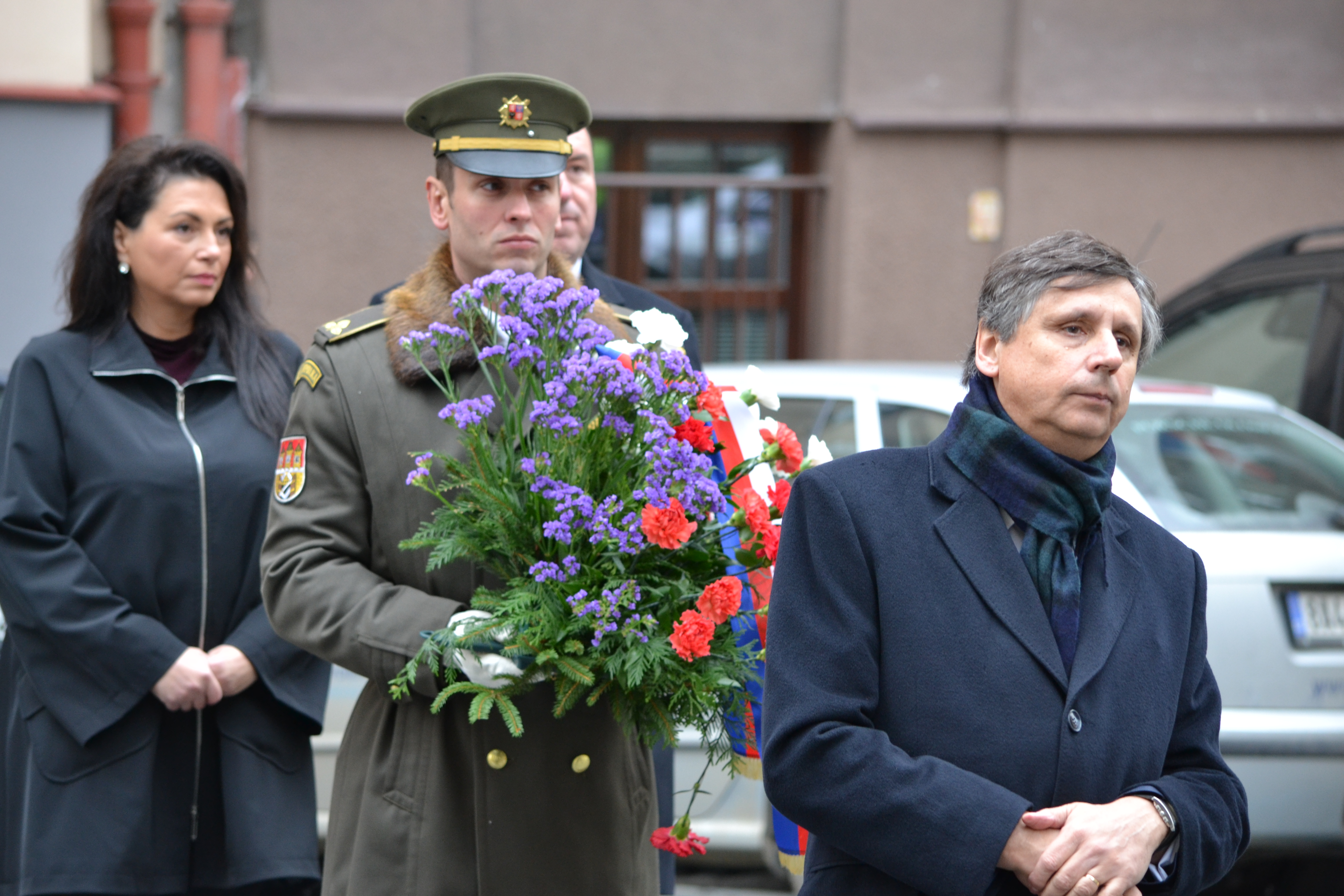
Fischer na vzpomínkové akci 17. listopadu 2012; vlevo další kandidátka Jana Bobošíková

12. listopadu 2012 Fischera Ministerstvo vnitra zaregistrovalo jako kandidáta. Registraci předcházel sběr podpisů, jichž dle svých výpočtů získal 101 761; více měl jen Miloš Zeman o necelých 5 tisíc. Z toho se však při kontrole ministerstvem vnitra ukázalo 11,75 % chybných (třetí nejvyšší podíl po Okamurovi a Dlouhém, kteří z toho důvodu klesli pod hranici 50 tisíc). 14. prosince Státní volební komise vylosovala pořadová čísla kandidátních listin, Fischer dostal 2.
Mezi podporovateli Fischerovy kampaně byl majitel mediální agentury pro prodej reklamy Médea a několika časopisů Jaromír Soukup, který financoval volební kampaň Strany zelených v parlamentních volbách 2006 (a krátce za ni byl náměstkem ministryně školství), později podporoval Demokratickou stranu zelených a v roce 2010 poskytoval inzerci straně Věci veřejné. Dále ho podpořili Jan Pirk (předseda volebního výboru), Jan Hrušínský, Zdeněk Troška, Milan Hein, Josef Masopust, Edvard Outrata, Jan Přeučil nebo Petr Eliáš.
V předvolebních průzkumech agentur PPM Factum, STEM i Median od července do listopadu 2012 měl Fischer vždy největší preference v rozmezí 19,7–35,5 % v prvním kole volby. Po zahájení ostré kampaně a několika nepřesvědčivých vystoupeních v debatách zaznamenal v prosinci 2012 mírnou ztrátu podpory a v průzkumech končil na druhém místě za Milošem Zemanem.

#### Obrat k Zemanovi
Před prvním kolem voleb Fischer uvedl, že z protikandidátů je mu nejbližší Karel Schwarzenberg, neboť Miloš Zeman by Česko „izoloval směrem na východ“. Po své porážce nechtěl několik dní jasně říci, koho podpoří, a dřívější podporu Schwarzenberga vysvětlil slovy: „To ale bylo v nějaké situaci, to bylo v době, kdy jsem mohl počítat, že budu pro druhé kolo potřebovat i hlasy jeho voličů. Situace se ale změnila.“ Před druhým kolem nakonec Schwarzenberga zkritizoval a podpořil Zemana. Názorově se tak rozešel s většinou svých poradců a spolupracovníků v kampani, kteří naopak vyzvali k podpoře Schwarzenberga.
18. února Fischer i s manželkou navštívili Zemana v kanceláři jeho kampaně na Hradčanech. V médiích se spekulovalo, že Fischer má zájem o post velvyslance v Izraeli, Fischer to však popřel.

### Financování
V červenci 2012 Fischer dle zákona založil transparentní účet u Raiffeisenbank č. 44774411/5500. Největšími donátory byli majitel směnárny Exchange s.r.o. Mikuláš Šveda (2,1 milionu Kč) a spolumajitel Moravia Steel a TV Barrandov, miliardář Tomáš Chrenek (9 milionů Kč). Dále například 200 tisíc korun věnoval hudebník Michal Šindelář, 500 tisíc majitel cukrářské a pekařské firmy MIKO international s. r. o. Gevorg Avetisyan, 400 tisíc sám Jan Fischer.
Po ukončení voleb vyšlo najevo, že výdaje na předvolební kampaň převýšily příjmy o 7 až 8 miliónů korun. 21. února 2013 Fischer z dovolené v USA oznámil, že tyto dluhy uhradí jeho rodinný přítel, pražsko-izraelský developer Tamir Winterstein spoluvlastnící firmu Lighthouse Group. Týden nato však Winterstein řekl, že poskytne pouze rady a žádné peníze.

### Kritika a negativní kampaň
Při propagační návštěvě USA v září 2012, za kterou Fischer vynaložil přes půl milionu korun, podle Aktuálně.cz zaplatil PR agentuře Guestbookers.com a PR poradci Garrettu Marquisovi, aby mu zprostředkovali publicitu v amerických médiích a setkání s republikánským kandidátem na prezidenta USA r. 2008 Johnem McCainem. Kancelář Jana Fischera prohlásila, že část vynaložených peněz šla na běžnou propagaci, a kritiku odmítla. V USA Fischer vystoupil v ekonomickém pořadu televize CNN Quest Means Business a setkal se s Nixonovým ministrem zahraničí Henrym Kissingerem.
V prosinci 2012 se objevily billboardy s Janem Fischerem a heslem „Ti nejschopnější byli v KSČ“. Imitovaly oficiální propagační materiály, šlo tedy o tzv. negativní kampaň, a jelikož neobsahovaly logo skutečného zadavatele, mluvčí kanceláře Fischerovy kampaně je označila za neetické a protizákonné. Na základě toho je reklamní agentura rychle odstranila. Koncem prosince Balbínova poetická strana nechala vyvěsit několik billboardů s fotomontáží Jana Fischera v uniformě Lidových milic a nápisem „V KSČ byl, ale v Lidových milicích ne !?! – Věrni zůstaneme“. Vedení BPS vyzvalo Fischera k ukončení kandidatury a obvinilo, že skutečně v letech 1978 až 1982 byl členem LM. Fischer odmítl s tím, že milicionář by nemohl dostat lustrační osvědčení. (To však není přesné; seznamy milicionářů neexistují, lustrační osvědčení tak dokládá pouze poměr k StB a doplňuje se čestným prohlášením dotyčného, že v LM nebyl.) Fischerova mluvčí označila i tyto billboardy za protizákonné.
V prosinci 2012 divadelník Tomáš Hanák zveřejnil video, kde vyzval Fischera k odstoupení z kandidatury kvůli komunistické minulosti. Hanák v něm kritizoval lidi, kteří do KSČ vstoupili kvůli kariérismu, z čeho naopak nevinil Miloše Zemana, který byl členem KSČ od jara 1968 do roku 1970, kdy byl pro nesouhlas s okupací a normalizací vyloučen. Video vzniklo na podnět skupiny Dekomunizace. Fischer reagoval nepřímým výpadem na Zemanovy spolupracovníky a kauzy spojené se Zemanovou vládou: „Každý se může zapojit do kampaně, jak se mu líbí, zvolili tento způsob a já jejich nesouhlasný názor respektuji. Divím se ale, že autorům výzvy nevadí, že tím pomáhají na Hrad Šloufovi, Zbytkovi, aféře Bamberk, akci Olovo, kauze D47 a dalším synonymům nečistých praktik.“ Hnutí Dekomunizace používalo pro Jana Fischera posměšnou přezdívku „Želé“ a tento motiv využíval i jejich videoklip kombinující záběry z televizního pořadu TV Prima Ano, šéfe! a seriálu Návštěvníci, portrét Jana Fischera je v něm namapován na želatinový pokrm („amarouny“) a doprovázen je negativními hodnotícími větami Zdeňka Pohlreicha (užity bez jeho souhlasu). Na žádost TV Prima byl klip na YouTube zablokován.
Po prezidentském duelu s Milošem Zemanem na TV Prima 4. ledna 2013 bylo zveřejněno, že Fischerova kancelář mezi diváky najala čtyřicet komparzistů, kterým zaplatila kolem osmi set korun. Mluvčí uvedla, že se snažili vyhovět dramaturgii TV Prima, která je pověřila zajištěním dvou set podporovatelů do publika, a hlavním důvodem najímání komparsistů bylo, že se duel předtáčel ve všední den mezi dvanáctou a třetí hodinou odpolední. TV Prima byla široce kritizována pro neprofesionální přípravu a průběh debaty, kterou sledovalo 944 000 lidí. Sám Fischer prohlásil: „Nebyla to bohužel standardní volební debata“, nýbrž „zábavný pořad komerční televize, a primárním cílem komerčních médií je sledovanost“. Řekl také, že na něj a jeho rodinu, která v pořadu rovněž vystupovala, diváci ze Zemanova tábora volali vulgarismy.

## Ministr financí v Rusnokově vládě
Krátce po pádu vlády Petra Nečase v červnu 2013 se objevily spekulace o možném Fischerově angažmá. Setkal se totiž 28. června 2013 v Kramářově vile s designovaným premiérem Jiřím Rusnokem. Tehdy ještě Fischer uvedl, že s Rusnokem o žádné personální nabídce nemluvili, Rusnok se prý jen zajímal o jeho názory na současnou politickou situaci a proces skládání vlády.
Fischer se s Rusnokem znovu sešel 8. července 2013 a tentokrát už nabídku na post ministra financí a vicepremiéra přijal. Během jediného dne od oznámení přijetí funkce se Fischerovi podařilo sehnat zhruba 5,5 milionu korun, které ještě dlužil za prezidentskou kampaň. Tento sled událostí vyvolal řadu spekulací o možných protislužbách pro své dárce. To však Fischer popřel a později dodal, že se už nebude k této otázce vyjadřovat, aby se mohl plně věnovat řízení ministerstva financí.
Prezident Miloš Zeman jej do funkce jmenoval 10. července 2013. Při uvedení do funkce nedokázal odpovědět na otázku, s jakým rozpočtem hospodaří ministerstvo financí. Po dvou dnech v úřadě odvolal své dva náměstky, Tomáše Zídka a Zdeňka Zajíčka. Novou náměstkyní zároveň jmenoval Evu Anderovou, která pro něj pracovala jako poradkyně v rámci jeho prezidentské kampaně.

## Po odchodu z politiky
Fischer je poradcem jihokorejské firmy KHNP, která vyhrála tendr za stovky miliard korun na dostavbu jaderné elektrárny Dukovany.
Po vypuknutí války v Náhorním Karabachu mezi Arménií a Ázerbájdžánem se Fischer podepsal pod výzvu odsuzující „arménskou agresi“.
V současnosti[kdy?] působí jako externí spolupracovník na katedře ekonomické statistiky Fakulty informatiky a statistiky Vysoké školy ekonomické v Praze.